# Calocochlia pan
Calocochlia pan é uma espécie de caracol pulmonado terrestre da família Bradybaenidae. A espécie é muito comum nas Filipinas. A concha tem entre 41-47 milímetros de comprimento, com uma cor de creme e faixas marrons em espiral.